# طيران (ناطع)

تعديل مصدري - تعديل

طيران هي إحدى قرى عزلة الغيلة بمديرية ناطع التابعة لمحافظة البيضاء، بلغ تعداد سكانها 129 نسمة حسب تعداد اليمن لعام 2004.